# Techeetah
A Techeetah Formula E Team foi uma equipe chinesa de automobilismo sob a propriedade da SECA - China Media Capital, que competiu na categoria de corridas elétricas, a Fórmula E.

## História

### Fórmula E

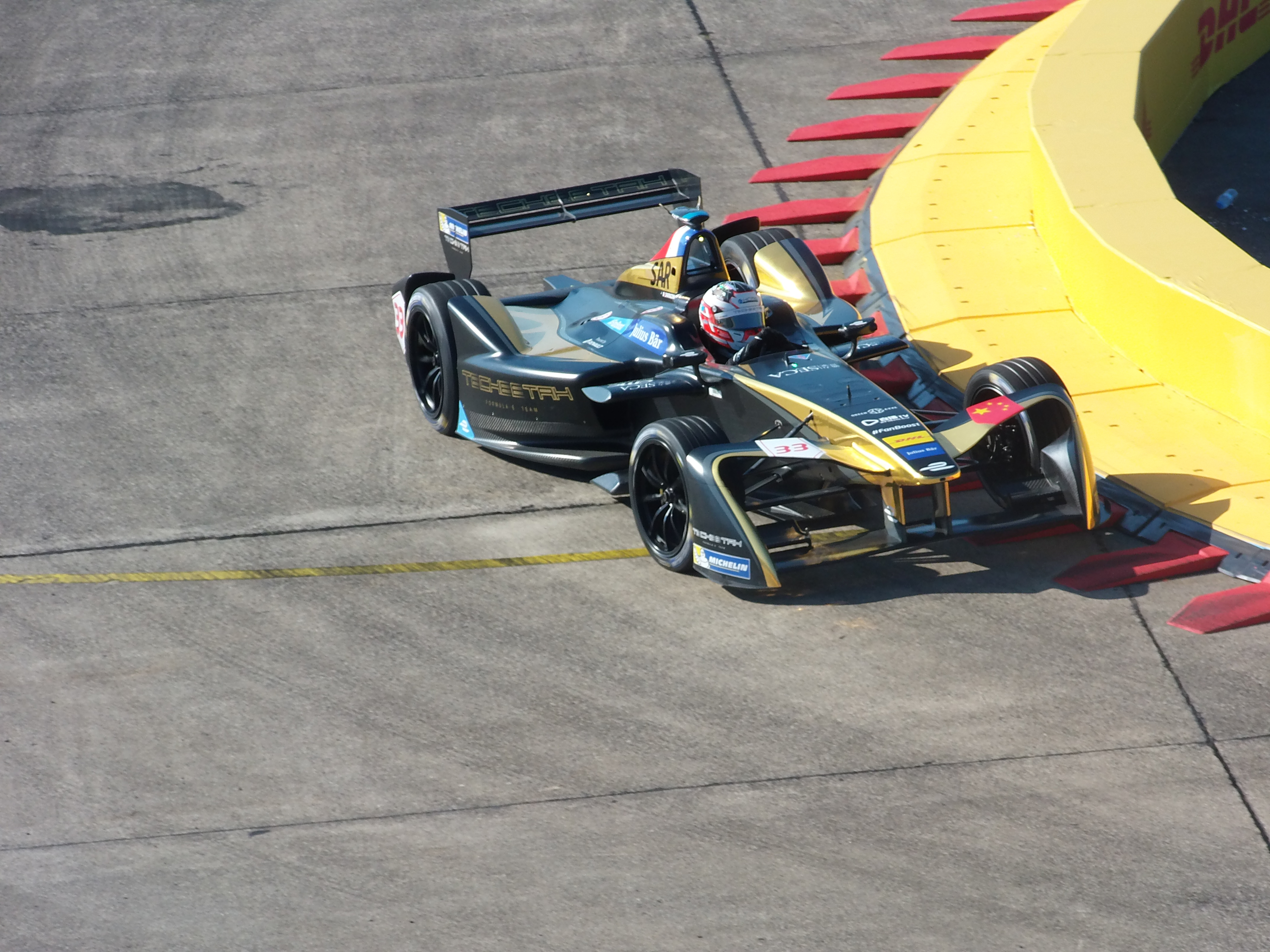
Stéphane Sarrazin no ePrix de Berlim de 2017.

A equipe entrou na categoria após a aquisição da Team Aguri. Em julho de 2016, Jean-Éric Vergne e Ma Qing Hua (que competiram pela Team Aguri nas corridas finais da temporada anterior antes da aquisição da CMC) foram confirmados como pilotos da equipe. Com a Renault como fornecedora dos trens de força para a temporada inaugural da Techeetah. Vergne marcou o primeiro pódio da equipe com um segundo lugar no ePrix de Buenos Aires. Em março de 2017, a Techeetah anunciou que o antigo piloto de Fórmula 1, Esteban Gutiérrez, substituiria Ma Qing Hua a partir da quarta etapa. No entanto, Gutiérrez deixou a equipe após apenas três corridas depois de ter recebido uma oportunidade com a Dale Coyne Racing para competir na IndyCar Series. Com isso, a Techeetah assinou com Stéphane Sarrazin para competir com a equipe pelo resto da temporada. Para a temporada 2017–18 a equipe manteve Jean-Éric Vergne e contratou André Lotterer como substituir para Sarrazin.
Para a temporada de 2017–18, a Techeetah contratou André Lotterer para ser parceiro de Vergne em sua segunda temporada na categoria. Vergne foi extremamente consistente ao longo de toda a temporada, terminando com pontos em todas as corridas, acumulando 198 pontos e vencendo o Campeonato de Pilotos. A equipe foi ultrapassada pela Audi Sport ABT Schaeffler no último momento, perdendo o Campeonato de Equipes por apenas dois pontos.

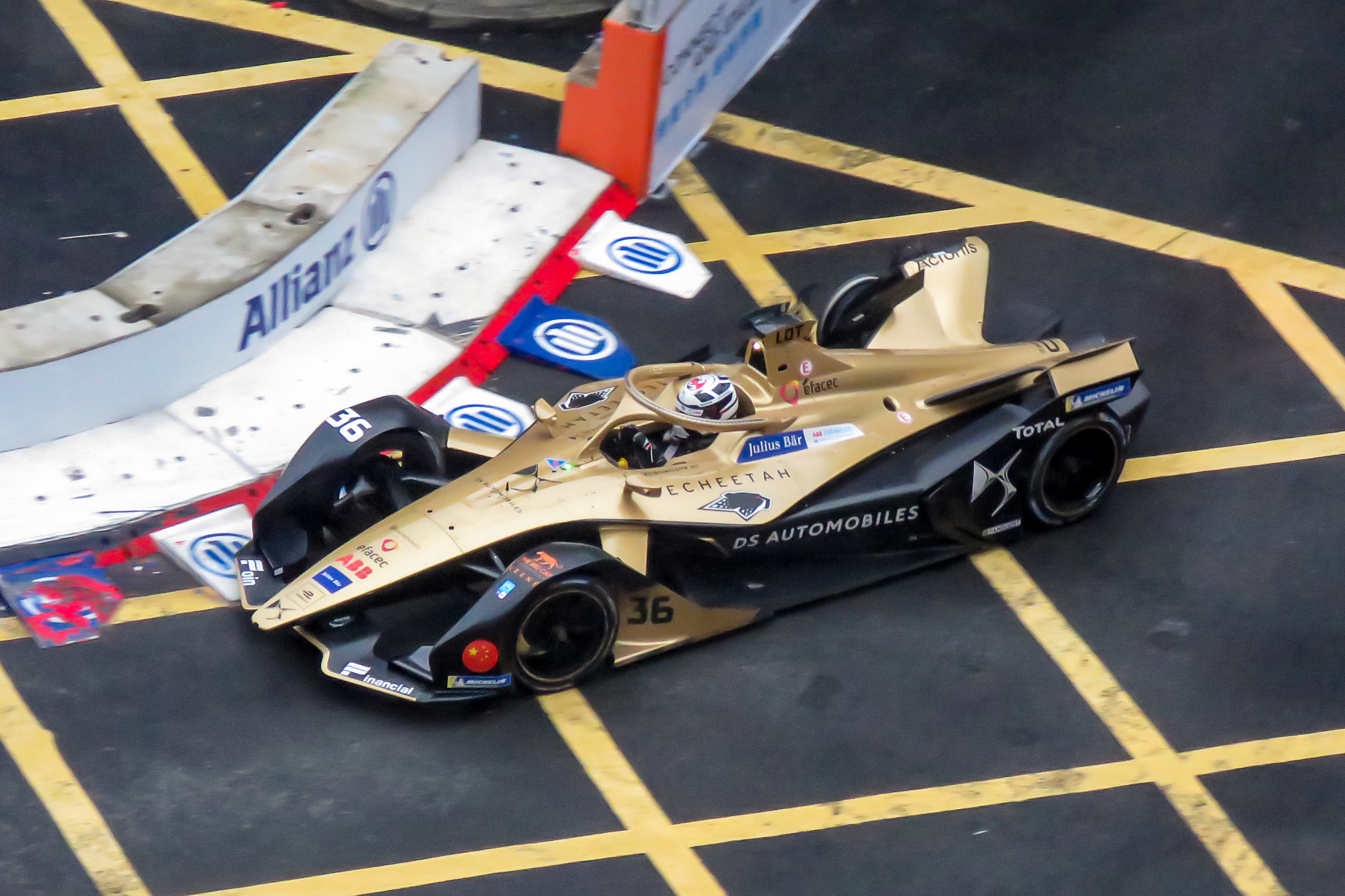
André Lotterer no ePrix de Hong Kong de 2019.

Em 24 de julho de 2018, foi anunciado que a Techeetah entrou em uma parceria de fábrica com a DS Automobiles, marca criada em 2014 pelo Grupo PSA a partir de uma divisão da Citroën, para o fornecimento de trens de força para a equipe a partir da temporada de 2018-19. Também devido a esse acordo, a equipe foi renomeada para DS Techeetah e trocando os trens de força da Renault para os fabricados pela DS. Entre as temporadas de 2015-16 e 2017-18, a DS tinha uma parceria semelhante com a Virgin Racing. Em outubro de 2018, a DS Techeetah apresentou sua nova sede em Versalhes. James Rossiter e Guanyu Zhou foram anunciados como pilotos de desenvolvimento da Techeetah na temporada de 2018-19.
A Vergne e Lotterer permaneceram para disputa da temporada de 2018-19. Após a primeira corrida em Nova Iorque, Vergne garantiu pontos suficientes para se tornar Campeão de Pilotos, conquistando seu segundo campeonato e se tornando o primeiro bicampeão de pilotos da Fórmula E. A Techeetah venceu seu primeiro Campeonato de Equipes na categoria.
Lotterer posteriormente deixou a DS Techeetah, mudando para a nova equipe da Porsche, com ele sendo substituído por António Félix da Costa para disputar a temporada de 2019–20 ao lado de Vergne. Félix da Costa sagrou-se campeão de pilotos e a DS Techeetah conquistando o título do Campeonato de Equipes. A dupla de pilotos permaneceu com a equipe para o Campeonato Mundial de Fórmula E de 2020–21. A equipe terminou em terceiro lugar na classificação geral com 166 pontos.
Após a parte chinesa, que operava a equipe, sofrer uma grave crise econômica no decorrer de 2021 e, apesar de sua propriedade permanecer sob a SECA e a China Media Capital, a DS Automobiles absorveu a gestão operacional da DS Techeetah, que foi registrada como uma equipe francesa, para a temporada de 2021–22, a última temporada que a Techeetah tinha contrato de parceria com a DS. Com Thomas Chevaucher, o diretor da DS Performance, substituindo Mark Preston como chefe de equipe da DS Techeetah, enquanto Preston assumiu um papel mais consultivo como diretor-executivo. A equipe ficou novamente em terceiro lugar na classificação final do Campeonato de Equipes, mercado 266 pontos.
Como resultado da crise econômica e da perda de sua parceria com a DS, a Techeetah acabou por não participar da temporada de 2022–23, mas com a equipe pretendendo retornar ao grid da Fórmula E para a disputa da temporada de 2023–24. Porém, a equipe acabou por não retornar a disputa da Fórmula E.

### Jaguar I-Pace eTrophy
A Techeetah se tornou a primeira equipe de Fórmula E a se juntar à categoria de apoio denominada Jaguar I-Pace eTrophy, estreando na competição com um carro na temporada inaugural de 2018–19, com Stefan Rzadzinski ao volante. A equipe competiu sob o nome TWR Techeetah e fazia parte da classe Pro. A participação no eTrophy incluiu um acordo com Ryan Walkinshaw para devolver a marca TWR de seu falecido pai, Tom, ao automobilismo internacional.

## Resultados

### Fórmula E
(legenda) (resultados em negrito indicam pole position; resultados em itálico indicam volta mais rápida)
| 2015–16: Team Aguri | 2015–16: Team Aguri | 2015–16: Team Aguri | 2015–16: Team Aguri             | 2015–16: Team Aguri | 2015–16: Team Aguri | 2015–16: Team Aguri    | 2015–16: Team Aguri | 2015–16: Team Aguri | 2015–16: Team Aguri | 2015–16: Team Aguri | 2015–16: Team Aguri | 2015–16: Team Aguri | 2015–16: Team Aguri | 2015–16: Team Aguri | 2015–16: Team Aguri | 2015–16: Team Aguri | 2015–16: Team Aguri | 2015–16: Team Aguri | 2015–16: Team Aguri | 2015–16: Team Aguri | 2015–16: Team Aguri | 2015–16: Team Aguri | 2015–16: Team Aguri | 2015–16: Team Aguri |
| Ano                 | Nome                | Chassis             | Trem de força                   | Pneus               | N.°                 | Pilotos                | 1                   | 2                   | 3                   | 4                   | 5                   | 6                   | 7                   | 8                   | 9                   | 10                  | 11                  | 12                  | 13                  | 14                  | 15                  | 16                  | Pontos              | Class.              |
| ------------------- | ------------------- | ------------------- | ------------------------------- | ------------------- | ------------------- | ---------------------- | ------------------- | ------------------- | ------------------- | ------------------- | ------------------- | ------------------- | ------------------- | ------------------- | ------------------- | ------------------- | ------------------- | ------------------- | ------------------- | ------------------- | ------------------- | ------------------- | ------------------- | ------------------- |
| 2016–17             | Techeetah           | Spark SRT01-e       | Renault Z.E. 16                 | M                   |                     |                        | HKG                 | MAR                 | BNA                 | MEX                 | MON                 | PAR                 | BER                 | BER                 | NIQ                 | NIQ                 | MTR                 | MTR                 |                     |                     |                     |                     | 156                 | 5°                  |
| 2016–17             | Techeetah           | Spark SRT01-e       | Renault Z.E. 16                 | M                   | 25                  | Jean-Éric Vergne       | Ret                 | 8                   | 2                   | 2                   | Ret                 | Ret                 | 8                   | 6                   | 2                   | 8                   | 2                   | 1                   |                     |                     |                     |                     | 156                 | 5°                  |
| 2016–17             | Techeetah           | Spark SRT01-e       | Renault Z.E. 16                 | M                   | 33                  | Ma Qing Hua            | Ret                 | 15                  | 16                  |                     |                     |                     |                     |                     |                     |                     |                     |                     |                     |                     |                     |                     | 156                 | 5°                  |
| 2016–17             | Techeetah           | Spark SRT01-e       | Renault Z.E. 16                 | M                   | 33                  | Esteban Gutiérrez      |                     |                     |                     | 10                  | 8                   | 12                  |                     |                     |                     |                     |                     |                     |                     |                     |                     |                     | 156                 | 5°                  |
| 2016–17             | Techeetah           | Spark SRT01-e       | Renault Z.E. 16                 | M                   | 33                  | Stéphane Sarrazin      |                     |                     |                     |                     |                     |                     | 11                  | 14                  | 3                   | 12                  | 3                   | 8                   |                     |                     |                     |                     | 156                 | 5°                  |
| 2017–18             | Techeetah           | Spark SRT01-e       | Renault Z.E. 17                 | M                   |                     |                        | HKG                 | HKG                 | MAR                 | SAN                 | MEX                 | PDE                 | ROM                 | PAR                 | BER                 | ZUR                 | NIQ                 | NIQ                 |                     |                     |                     |                     | 262                 | 2°                  |
| 2017–18             | Techeetah           | Spark SRT01-e       | Renault Z.E. 17                 | M                   | 18                  | André Lotterer         | DSQ                 | 13                  | Ret                 | 2                   | 13                  | 12                  | 3                   | 6                   | 9                   | 4                   | 7                   | 9                   |                     |                     |                     |                     | 262                 | 2°                  |
| 2017–18             | Techeetah           | Spark SRT01-e       | Renault Z.E. 17                 | M                   | 25                  | Jean-Éric Vergne       | 2                   | 4                   | 5                   | 1                   | 5                   | 1                   | 5                   | 1                   | 3                   | 10                  | 5                   | 1                   |                     |                     |                     |                     | 262                 | 2°                  |
| 2018–19             | DS Techeetah        | Spark SRT05e        | DS E-TENSE FE19                 | M                   |                     |                        | DAR                 | MAR                 | SAN                 | MEX                 | HKG                 | SNY                 | ROM                 | PAR                 | MON                 | BER                 | SUI                 | NIQ                 | NIQ                 |                     |                     |                     | 222                 | 1°                  |
| 2018–19             | DS Techeetah        | Spark SRT05e        | DS E-TENSE FE19                 | M                   | 25                  | Jean-Éric Vergne       | 2                   | 5                   | Ret                 | 13                  | 13                  | 1                   | 14                  | 6                   | 1                   | 3                   | 1                   | 15                  | 7                   |                     |                     |                     | 222                 | 1°                  |
| 2018–19             | DS Techeetah        | Spark SRT05e        | DS E-TENSE FE19                 | M                   | 36                  | André Lotterer         | 5                   | 6                   | 13                  | 5                   | 14                  | 4                   | 2                   | 2                   | 7                   | Ret                 | 14                  | 17                  | Ret                 |                     |                     |                     | 222                 | 1°                  |
| 2019–20             | DS Techeetah        | Spark SRT05e        | DS E-TENSE FE20                 | M                   |                     |                        | DAR                 | DAR                 | SAN                 | MEX                 | MAR                 | BER                 | BER                 | BER                 | BER                 | BER                 | BER                 |                     |                     |                     |                     |                     | 244                 | 1º                  |
| 2019–20             | DS Techeetah        | Spark SRT05e        | DS E-TENSE FE20                 | M                   | 13                  | António Félix da Costa | 14                  | 10G                 | 2                   | 2                   | 1                   | 1G                  | 1                   | 4                   | 2                   | Ret                 | 9                   |                     |                     |                     |                     |                     | 244                 | 1º                  |
| 2019–20             | DS Techeetah        | Spark SRT05e        | DS E-TENSE FE20                 | M                   | 25                  | Jean-Éric Vergne       | Ret                 | 8                   | Ret                 | 4                   | 3                   | Ret                 | 10                  | 3G                  | 1G                  | 18                  | 7                   |                     |                     |                     |                     |                     | 244                 | 1º                  |
| 2020–21             | DS Techeetah        | Spark SRT05e        | DS E-Tense FE20 DS E-Tense FE21 | M                   |                     |                        | DAR                 | DAR                 | ROM                 | ROM                 | VAL                 | VAL                 | MON                 | PUE                 | PUE                 | NIO                 | NIO                 | LON                 | LON                 | BER                 | BER                 |                     | 166                 | 3º                  |
| 2020–21             | DS Techeetah        | Spark SRT05e        | DS E-Tense FE20 DS E-Tense FE21 | M                   | 13                  | António Félix da Costa | 11                  | 3                   | Ret                 | 7                   | DSQ                 | 22                  | 1                   | 6                   | Ret                 | 12                  | 3                   | 8                   | Ret                 | 7                   | Ret                 |                     | 166                 | 3º                  |
| 2020–21             | DS Techeetah        | Spark SRT05e        | DS E-Tense FE20 DS E-Tense FE21 | M                   | 25                  | Jean-Éric Vergne       | 15                  | 12                  | 1                   | 11                  | 9                   | 7                   | 4                   | Ret                 | 8                   | 2                   | Ret                 | 12                  | 12                  | 6G                  | 11                  |                     | 166                 | 3º                  |
| 2021–22             | DS Techeetah        | Spark SRT05e        | DS E-Tense FE21                 | M                   |                     |                        | DAR                 | DAR                 | MEX                 | ROM                 | ROM                 | MON                 | BER                 | BER                 | JAC                 | MAR                 | NIO                 | NIO                 | LON                 | LON                 | SEU                 | SEU                 | 266                 | 3º                  |
| 2021–22             | DS Techeetah        | Spark SRT05e        | DS E-Tense FE21                 | M                   | 13                  | António Félix da Costa | Ret                 | 12                  | 4                   | 6                   | 13                  | 5                   | 8                   | 6                   | 4                   | 2                   | Ret                 | 1                   | 7                   | 5                   | 9                   | 10                  | 266                 | 3º                  |
| 2021–22             | DS Techeetah        | Spark SRT05e        | DS E-Tense FE21                 | M                   | 25                  | Jean-Éric Vergne       | 8                   | 6                   | 3                   | 4                   | 2                   | 3                   | 2                   | 9                   | 2                   | 4                   | 18                  | Ret                 | 14                  | Ret                 | 6                   | 6                   | 266                 | 3º                  |

Notas
† – Não completaram a prova, mas foram classificados pois concluíram 90% da prova.
G – Volta mais rápida na fase de grupos da classificação.

### Jaguar I-Pace eTrophy
| Ano     | Nome          | Carro                 | Classe | Pneu | N.° | Pilotos           | 1   | 2   | 3   | 4   | 5   | 6   | 7   | 8   | 9   | 10  | Pontos | Class. |
| ------- | ------------- | --------------------- | ------ | ---- | --- | ----------------- | --- | --- | --- | --- | --- | --- | --- | --- | --- | --- | ------ | ------ |
| 2018–19 | TWR Techeetah | Jaguar I-PACE eTROPHY | P      | M    |     |                   | DAR | MEX | HKG | SNY | ROM | PAR | MON | BER | NIQ | NIQ |        |        |
| 2018–19 | TWR Techeetah | Jaguar I-PACE eTROPHY | P      | M    | 18  | Stefan Rzadzinski | 126 | Ret | Ret | 3   | 5   | 2   | 105 |     |     |     | 43     | 6°     |
| 2018–19 | TWR Techeetah | Jaguar I-PACE eTROPHY | P      | M    | 77  | Adam Carroll      |     |     |     |     |     |     |     | 5   |     |     | 6      | 7°     |

Notas
† – Não completaram a prova, mas foram classificados pois concluíram 90% da prova.